# XXXV століття до н. е.
XXXV століття до нашої ери — часовий проміжок між 1 січня 3500 року до н. е. та
31 грудня 3401 року до н. е.

## Події

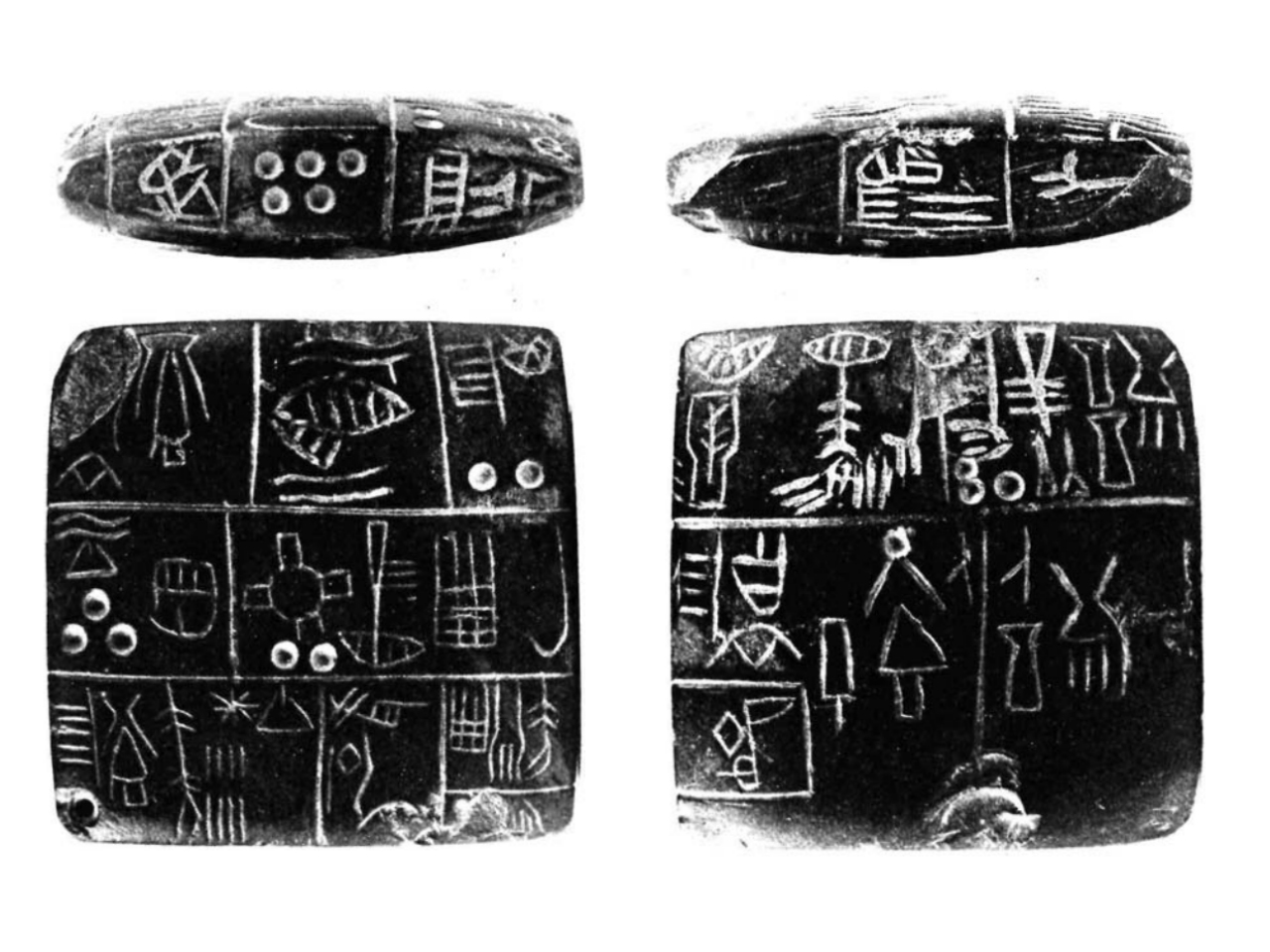
Табличка з міста Кіш

- Бл. 3500 до н. е. — початок Герзейської культури (Накада ІІ) в додинастичному Єгипті[1].
- Бл. 3500 до н. е. — початок Усатівської культури. Була поширена між Південним Бугом і Дунаєм на території південної України, Молдови і Румунії[2].

## Винаходи, відкриття
- Бл. 3500 до н. е. — поява писемності в Месопотамії (написи на табличці з міста Кіш, виконані примітивними клинописними знаками)[3].
- Найдавніше відоме шкіряне взуття, виготовлене в волової шкіри, знайдене в печерному комплексі Арені-1, Вірменія[4].